# Hendrik August van Baak
Hendrik August van Baak (Djokjakarta, 4 oktober 1881 - De Rijp, 31 januari 1945) was een Nederlandse bestuurder. Hij was van 1944 tot 1945 burgemeester van Edam en Purmerend. Hij werd tijdens de Tweede Wereldoorlog door het verzet geliquideerd wegens zijn samenwerking met de Duitse bezetter.

## Levensloop
Van Baak was de jongste van vier kinderen. De eerste jaren van zijn leven groeide hij op in Nederlands-Indië. Na acht jaar keerde zijn moeder wegens het overlijden van zijn vader terug naar Nederland. Zij begon in 1891 met een aantal familieleden het koffiebedrijf Soember Agoeng. Later was Van Baak een van de commissarissen van het bedrijf. Aan de Polytechnische School te Delft studeerde Van Baak mijnbouwkunde, werktuigbouwkunde en elektrotechniek. Vanaf 1926 was hij directeur van het elektrotechnische bureau Aramatura in Bussum.

### Betrokken bij Verdinaso en de NSB
Voor de oorlog was Van Baak betrokken bij het Verbond van Dietsche Nationaal Solidaristen, een fascistische vereniging die eenwording van Nederland met België en Luxemburg nastreefde. In november 1940 sloot Van Baak zich samen met een deel van het Verbond aan bij de NSB. Hij was een actief lid van de partij. Zo sprak hij bijvoorbeeld op een bijeenkomst van de Weerbaarheidsafdeling.

### Burgemeester van Purmerend
In de tweede helft van 1944 werd Van Baak benoemd tot burgemeester van de gemeenten Purmerend en Edam. Zijn voorgangers waren door de Duitsers ontslagen. In de laatste week van januari 1945 arresteerde de  politie in Monnickendam drie jongens die een boom aan het rooien waren voor de vrouw van Egbert Snijder, de commandant van de Knokploeg-Waterland. Zij werden meegenomen naar het Huis van Bewaring in Amsterdam. Onderweg daarnaartoe werden zij bevrijd door leden van de Knokploeg-Waterland en kregen een onderduikadres aangeboden.
Deze actie viel zeer slecht bij Van Baak. Een paar weken daarvoor was hij al een keer opgesloten in de kluis van het gemeentehuis van Purmerend toen hij bij een overval het bevolkingsregister werd meegenomen. Hij overlegde met zijn rechterhand Jan de Boer, wethouder in Edam. Zij wilden aan de Sicherheitsdienst vragen om de ouders van de drie jongens te arresteren. Uit een afgeluisterd gesprek wist het verzet dat Van Baak en De Boer bovendien de namen kenden van een aantal lokale verzetsmensen.

### Liquidatie
Dit was voor het verzet de reden om Van Baak en De Boer te liquideren. Op 30 januari 1945 werd Van Baak met zijn auto in de Purmer aangehouden door een aantal leden van het verzet. Vervolgens kreeg De Boer de boodschap dat de burgemeester hem wilde zien. Een plaatselijke politieman haalde hem op, waarna De Boer werd overmeesterd en samen met Van Baak werd vastgehouden in een boerderij. De dag daarbij op werden beide mannen ter dood veroordeeld. De mannen werden naar De Rijp gebracht, waar het vonnis werd voltrokken door Klaas de Boer.

### Nasleep
De familie van Van Baak en De Boer – die nog niet op de hoogte waren van de dood van beide mannen – besloten na hun vermissing de Duitsers in te schakelen. Jannie de Boer, een nichtje van Jan de Boer, had op 30 januari, een aantal mannen zien posten op de Oosterweg. Zij had Bert Snijder herkend en noemde zijn naam. Jannie de Boer achterhaalde waar Snijder ondergedoken zat, namelijk bij Klaas de Boer. De Duitsers deden daarna een inval bij Klaas de Boer, waarbij zowel Snijder als De Boer werden aangehouden. Op 12 februari 1945 werden zij in Haarlem gefusilleerd.
Tegelijkertijd lieten ook Simon de Boer, een broer van Jan de Boer, en Hertha van Baak-Ludwig, de echtgenote van, zich niet onbetuigd. De Boer gaf aan de Duitsers een lijst met vijftig namen door waarvan hij vermoedde dat ze bij het verzet betrokken waren. Van Baak-Ludwig had ook via een NSB'er, de plaatselijke kruidenier Westmijze, een aantal namen van mogelijke betrokkenen doorgekregen, die zij doorspeelde aan de Duitsers.
Na de oorlog werden meerdere personen door het Bijzonder Hooggerechtshof in Amsterdam veroordeeld tot gevangenisstraffen. Jannie de Boer kreeg een gevangenisstraf van 20 jaar opgelegd. Tegen haar was de doodstraf geëist. Simon de Boer kreeg 12 jaar en zijn vrouw 6 jaar. De kruidenier Westmijze werd veroordeeld tot 15 jaar. Hertha van Baak-Ludwig ontving een straf van 6 jaar. Jacob de Boer, een zoon van de vermoorde Jan de Boer, die ook een aantal namen had doorgegeven, moest voor 10 jaar naar de gevangenis.